# Ricardo van Rhijn
Ricardo van Rhijn, född 13 juni 1991 i Leiden, är en nederländsk före detta fotbollsspelare. Han representerade under sin karriär det nederländska landslaget.

## Karriär
Den 5 oktober 2020 värvades van Rhijn av Emmen, där han skrev på ett ettårskontrakt. Den 19 oktober 2021 värvades van Rhijn av 2. Bundesliga-klubben Karlsruher SC, där han skrev på ett kontrakt över resten av säsongen.
Efter att ha varit klubblös sedan sommaren 2022 meddelade van Rhijn i augusti 2023 att han avslutade sin fotbollskarriär.